# Dave Hoppen
David Dirk "Dave" Hoppen (Omaha, Nebraska, 13 de marzo de 1964) es un exjugador de baloncesto estadounidense que jugó seis temporadas en la NBA, además de hacerlo en la CBA y la liga italiana. Con 2,11 metros de estatura, jugaba en la posición de pívot.

## Trayectoria deportiva

### Universidad
Jugó durante cuatro temporadas con los Cornhuskers de la Universidad de Nebraska, en las que promedió 19,5 puntos, 7,0 rebotes y1,3 asistencias por partido. Fue elegido en sus tres últimas temporadas en el mejor quinteto de la Big Eight Conference, siendo el mejor de la comferencia en tiros de campo en 1984 y 1985.

### Profesional
Fue elegido en la sexagésimo quinta posición del Draft de la NBA de 1986 por Atlanta Hawks, pero no tuvo hueco en el equipo, decidiendo aceptar la oferta del Basket Rimini Crabs de la liga italiana, donde únicamente llegó a disputar dos partidos, promediando 12 puntos y 9 rebotes. Regresó a su país para jugar en los Topeka Sizzlers de la CBA hasta que en el mes de enero firmó un contrato por diez días con los Milwaukee Bucks, con los que jugó únicamente tres partidos. Poco después firmó por dos años con los Golden State Warriors, con los que acabó la temporada promediando 5,9 puntos y 4,6 rebots por partido.
Al año siguiente fue incluido en el Draft de Expansión por la llegada de nuevos equipos a la liga, siendo elegido por los Charlotte Hornets. En su primera temporada en el equipo fue titular en 36 partidos, acabando la competición promediando 6,5 puntos y 5,0 rebotes por partido. Tras pasarse la siguiente temporada casi en blanco debido a las lesiones, en 1991 es traspasado a los Philadelphia 76ers junto con Armen Gilliam a cambio de Mike Gminski, donde a lo largo de dos temporadas únicamente disputó 22 partidos.
En 1992 se convierte en agente libre sin restricción, firmando con los San Antonio Spurs, quienes sin embargo lo despedirían antes del comienzo de la temporada. Volvió a la CBA donde terminó su carrera, con una breve aparición con los New Jersey Nets, quienes le encadenaron dos contratos consecutivos por diez días, pero donde únicamente disputó dos partidos.

## Estadísticas de su carrera en la NBA

### Temporada regular
| Año     | Equipo       | PJ  | PT | MPP  | %TC   | %3P  | %TL   | RPP | APP | ROB | TPP | PPP |
| ------- | ------------ | --- | -- | ---- | ----- | ---- | ----- | --- | --- | --- | --- | --- |
| 1987–88 | Milwaukee    | 3   | 0  | 11.7 | .364  | .000 | 1.000 | 2.3 | 0.7 | 0.0 | 0.0 | 3.7 |
| 1987–88 | Golden State | 36  | 8  | 16.9 | .465  | .000 | .864  | 4.6 | 0.8 | 0.4 | 0.2 | 5.9 |
| 1988–89 | Charlotte    | 77  | 36 | 18.4 | .564  | .500 | .727  | 5.0 | 0.7 | 0.3 | 0.3 | 6.5 |
| 1989–90 | Charlotte    | 10  | 2  | 13.5 | .390  | .000 | .800  | 3.6 | 0.6 | 0.2 | 0.1 | 4.0 |
| 1990–91 | Charlotte    | 19  | 0  | 5.9  | .563  | .000 | .800  | 1.6 | 0.2 | 0.1 | 0.1 | 2.3 |
| 1990–91 | Philadelphia | 11  | 0  | 3.9  | .500  | .000 | .667  | 0.8 | 0.0 | 0.1 | 0.0 | 1.8 |
| 1991–92 | Philadelphia | 11  | 0  | 3.6  | .286  | .000 | .500  | 0.9 | 0.2 | 0.0 | 0.0 | 0.8 |
| 1992–93 | New Jersey   | 2   | 0  | 5.0  | 1.000 | .000 | .000  | 2.0 | 0.0 | 0.0 | 0.0 | 1.0 |
| Total   |              | 169 | 46 | 14.2 | .518  | .200 | .751  | 3.8 | 0.6 | 0.3 | 0.2 | 5.0 |

### Playoffs
| Año   | Equipo       | PJ | PT | MPP | %TC   | %3P  | %TL  | RPP | APP | ROB | TPP | PPP |
| ----- | ------------ | -- | -- | --- | ----- | ---- | ---- | --- | --- | --- | --- | --- |
| 1991  | Philadelphia | 3  | 0  | 3.0 | 1.000 | .000 | .000 | 1.0 | 0.0 | 0.0 | 0.0 | 2.0 |
| Total | Total        | 3  | 0  | 3.0 | 1.000 | .000 | .000 | 1.0 | 0.0 | 0.0 | 0.0 | 2.0 |